# Hector Hugh Munro
Hector Hugh Munro, que usava el pseudònim literari monònim de Saki (18 de desembre de 1870 - 14 de novembre de 1916), va ser un contista, novel·lista i dramaturg britànic. Els seus aguts i de vegades macabres contes van recrear irònicament la societat i la cultura victorianes en què va viure.
El nom Saki s'ha relacionat sovint amb el del coper que apareix en el Rubaiat d'Omar Khayyam, ja que Saki era un gran amant de la literatura oriental i de les faules perses. Aquesta obra va assolir una gran fama en la societat anglesa del segle xix amb la traducció lliure d'Edward Fizgerald. En la darrera quarteta del poema apareix el mot "saki" que vol dir "coper". Segons la versió de la seva marmessora, Ethel Munro, encarregada de la biografia oficial, el pseudònim constitueix un homenatge a l'obra admirada.

## Biografia
H. H. Munro va nàixer a Akyab, Birmània. Era fill de Charles Augustus Munro, inspector general de la policia birmana, quan aquest país pertanyia encara a l'Imperi britànic. Sa mare, de soltera Mary Frances Mercer, va morir l'any 1872, banyegada per una vaca. Aquest incident va poder tenir influència en els seus relats. La seua infància es va veure trasbalsada en ser després traslladat a Anglaterra amb uns parents puritans, de personalitat severa i intransigent, la convivència amb els quals amargaria per sempre el seu caràcter. Algun indici d'això s'observa en el seu famós relat Sredni Vashtar. Munro va ser educat en la Pencarwick School d'Exmouth, i en la Bedford Grammar School. El 1893, seguint l'exemple de son pare, va ingressar en la policia birmana. Tres anys més tard, la seua dolenta salut el va obligar a tornar a Anglaterra, on va iniciar una carrera com a periodista, exercint la sàtira política en periòdics com Westminster Gazette, Daily Express, Bystander, Morning Post i Outlook.
L'any 1900 va aparèixer el seu primer llibre, L'apogeu de l'Imperi rus, sobre el model de La caiguda de l'Imperi romà, d'Edward Gibbon. Després va publicar Not-so-stories (Contes de no-fou-així), col·lecció de contes que recorda els Just-so-stories (Contes de fou així), de Rudyard Kipling.
Posteriorment, va treballar com a corresponsal en diversos països europeus. El 1911 va publicar, amb el nom d'Hector Munro una novel·la titulada Mrs. Elmsley. Abans de la Primera Guerra Mundial va publicar When William came, en el qual imagina l'emperador alemany Guillem II d'Alemanya conquerint Gran Bretanya.
En la guerra es va allistar com a soldat ras, rebutjant els privilegis que li corresponien per edat. Va caure a França, prop de Beaumont-Hamel, l'any 1916, abatut per un franctirador alemany. Les seues últimes paraules, d'acord amb diferents fonts, van ser: "Put that damned cigarette out!" ("Apagueu aqueix maleït cigarret!"). Després de la seua mort, la seua germana Ethel va destruir la major part dels seus papers, redactant tot seguit la seua versió particular de la història familiar. H. H. Munro mai va contraure matrimoni.

## Obra
Saki és considerat un mestre del relat curt, sovint comparat amb O. Henry i amb Dorothy Parker. Els seus personatges estan finament dibuixats i les seues elegants trames han rebut molt bones crítiques. Potser serà "La finestra oberta" (The Open Window) el seu conte més famós; la seua última frase: "El romanç ràpid era la seua especialitat" s'ha fet cèlebre. Saki va escriure també alguns drames, una novel·la curta (L'insuportable Bassington (The Unbearable Bassington) (1912); i dues novel·les satíriques: The Westminster Alice (1902, paròdia d'Alícia al país de les meravelles), i la ja citada En arribar Guillem (When William Came) (1914).
Saki va descriure incomparablement els seus contemporanis de la classe mitjana victoriana, tan estrictes en les seues maneres i amants d'absurdes fórmules i rutines. El seu sentit de l'humor, càustic i irònic, era molt apreciat per Jorge Luis Borges, que el situava al costat de Kipling i Thackeray, com un dels anglesos il·lustres nascuts en Orient. En el pròleg a l'edició dels relats de Saki pertanyent a la col·lecció borgiana "La Biblioteca de Babel", va escriure sobre ell: 
| « | Amb una mena de pudor, Saki dona un to de trivialitat a relats l'íntima trama dels quals és amarga i cruel. Aqueixa delicadesa, aqueixa levitat, aqueixa absència d'èmfasi pot recordar les delicioses comèdies de Wilde. | » |